# Mein Rasend Herz
Mein Rasend Herzn je studiové album od německé kapely In Extremo.

## Seznam skladeb
1. „Raue See“ – 4:29
2. „Horizont“ – 3:39
3. „Wesserbronner Gebet“ – 4:25
4. „Nur Ihr Allein“ – 3:54
5. „Fontaine Ja Jolie“ – 4:37
6. „Macht Und Dummheit“ – 4:13
7. „Tannhuser“ – 3:09
8. „Liam“ – 3:48
9. „Mein Rasend Herz“ – 4:05
10. „Singapur“ – 3:54
11. „Poc Vocem“ – 4:35
12. „Spielmann“ – 3:29
13. „Liam (in Deutsch)“ – 3:51